# Owa
L’owa est une des langues des Salomon du Sud-Est, parlée par 8 410 locuteurs à Makira (San Cristobal), dans le sud, ainsi que sur les îles de  Santa Ana et de Santa Catalina. Ses autres noms sont : Anganiwai, Anganiwei, Narihua, Santa Ana, Wanoni. Ses dialectes sont : Tawarafa (Star Harbour), Santa Anna (Owa Raha), Santa Catalina (Owa Riki). Une partie de la chaîne de dialectes comprend le kahua.